# Isla Gorriti
Die Isla Gorriti ist eine ca. zwei Kilometer vor Punta del Este in der Bucht von Maldonado im Río de la Plata kurz vor dessen Einmündung in den Atlantik gelegene, uruguayische Insel.
Die 1,7 Kilometer lange und 21 ha große Insel ist an ihrer breitesten Stelle 700 m und an der schmalsten 160 m breit. Benannt wurde die mit einem Pinienwald bewachsene Insel, die über die beiden Strände Puerto Jardín im Norden und Playa Honda im Westen verfügt, nach Francisco Gorriti. Zuvor war die Insel, auf der 1531 ein Kreuz errichtet wurde, unter dem Schiffskapitäne Nachrichten für andere Schiffsbesatzungen hinterließen, als Isla Maldonado bekannt. Die Insel diente seinerzeit unter anderem Piraten als Hafen. Auf der Insel finden sich die Ruinen eines Forts.
Nordöstlich der Insel liegt das ein beliebtes Tauchziel bildende Wrack des 1809 dort gesunkenen britischen Linienschiffes HMS Agamemnon.